# Deutsche Guernsey-Zeitung
Die Deutsche Guernsey-Zeitung war eine deutsche Soldatenzeitung, die während des Zweiten Weltkriegs auf der zu den Kanalinseln gehörigen Insel Guernsey erschien.

## Geschichte
Nachdem die örtliche englischsprachige Zeitung Evening Press bereits nach dem Vorbild der Deutschen Insel-Zeitung einen deutschen Textteil erhalten hatte, wurde am 4. Juli 1942 mit der Deutschen Guernsey-Zeitung erstmals eine rein deutsche Zeitung herausgegeben. Die Redaktion kam von der zur 7. Armee gehörigen Propagandakompanie 649; nach wie vor wurde die Druckerei der Evening Press genutzt, für die allerdings aufgrund der veralteten Technik zahlreiches Material aus Frankreich beschafft werden musste. Inhaltlich beschäftigte sich die Zeitung sowohl mit dem aktuellen politischen Geschehen als auch mit lokalen Belangen. Die Zeitung wurde auch nach Alderney und Sark ausgeliefert und erschien bis mindestens zum 30. April 1945, an diesem Tag wurde ein Durchhalteaufruf von Adolf Hitler an die Deutschen publiziert, die in den letzten noch verbliebenen besetzten Gebieten ausharrten, zu denen auch die Kanalinseln gehörten.
Auf der Nachbarinsel Jersey wurde ein anderer Weg gewählt, dort wurde die Zeitung Evening Post nur mit einer deutschsprachigen Titelseite versehen.